# San Benedetto in Arenula
San Benedetto in Arenula, även benämnd San Benedetto degli Scotti, var en kyrkobyggnad i Rom, helgad åt den helige Benedikt av Nursia. Kyrkan var belägen där nu kyrkan Santissima Trinità dei Pellegrini står i Rione Regola.
Tillnamnet ”Arenula” var det ursprungliga namnet på Rione Regola. ”Arenula” åsyftar rena (”sand”, ”sandstrand”), den sand som tibervattnet förde med sig till strandlinjen vid översvämningar. Tillnamnet ”Scotti” syftar på adelsfamiljen degli Scotti, som ägde fastigheter i grannskapet.
Namnet San Benedetto in Arenula lever kvar i bakgatan Via di San Benedetto in Arenula.

## Kyrkans historia
Kyrkan uppfördes på 1000- eller 1100-talet. Dess första dokumenterade omnämnande förekommer i en bulla, promulgerad av påve Urban III år 1186, vilken räknar upp den bland filialerna till församlingskyrkan San Lorenzo in Damaso. Kyrkan San Benedetto innehades av benediktinmunkar från Farfa, vilka bodde i ett intilliggande kloster. Kyrkans fasad hade en liten portik.
Kort före Jubelåret 1550 stiftade Filippo Neri ett brödraskap, Arciconfraternita dei Pellegrini e Convalescenti, med uppgift att bistå de pilgrimer, vilka väntades till Rom. Den 13 november 1558 överlät påve Paulus IV kyrkan San Benedetto åt brödraskapet. Kyrkan, som var förfallen, revs och den 26 februari 1587 lades första stenen till dagens Santissima Trinità dei Pellegrini.

## Omnämningar i kyrkoförteckningar
| Katalog                      | År         | Benämning                            |
| ---------------------------- | ---------- | ------------------------------------ |
| Catalogo di Cencio Camerario | 1192       | sco. Benedicto Ariole                |
| Il Catalogo Parigino         | cirka 1230 | s. Benedictus de Aureula             |
| Il Catalogo di Torino        | cirka 1320 | Ecclesia sancti Benedicti de Arenula |
| Il Catalogo del Signorili    | cirka 1425 | sci. Benedicti de Arenula            |

## Bilder
| - Dagens kyrka på platsen – Santissima Trinità dei Pellegrini. |